# Louis Michel Aury

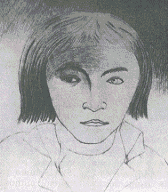
Angebliches Selbstportrait von Louis Michel Aury (um 1816)

Louis Michel Aury (* 21. Juli 1786 in Montrouge, einem Vorort von Paris; † 30. August 1821 auf Old Providence) war ein französischer Pirat.

## Leben
Aury wuchs während der Französischen Revolution auf und diente von ca. 1803 bis 1810 in der Marine Napoleons als Korsar. 1810 wohlhabend genug, um eigene Schiffe zu kaufen. Er reiste nach New Orleans, wo er versuchte, ein Schiff für eine Kaperfahrt auszustatten, es wurde jedoch beschlagnahmt. Danach reiste er 1811 zum selben Zweck nach Savannah and Charleston. Dort wurden jedoch im November zwei seiner Schiffe von randalierenden Föderalisten angezündet. In Cartagena rüstete er 1814 die Bellona aus. Die Besatzung stammte vor allem aus Haiti.
Im April 1813 segelte er von einem Hafen in North Carolina nach Cartagena. Aury schloss sich der Unabhängigkeitsbewegung gegen Spanien im Norden Südamerikas an und erhielt im Januar 1816 das Kommando über die Kaperschiffe der Granadinischen Republik, aus der später die Republik von Neugranada hervorging. Es gelang ihm 1816, die spanische Blockade von Cartagena zu durchbrechen und mit Flüchtlingen aus der belagerten Stadt nach Aux-Cayes, Haiti, zu segeln. Dort kam es zu Streitigkeiten bezüglich seiner Bezahlung zwischen Aury und Simón Bolívar, sodass er sich einer Gruppe von Abenteurern aus New Orleans anschloss, die im damals mexikanischen Texas am Kampf gegen Spanien teilnehmen wollten. Dort wollten sie sich an der texanischen Küste mit mexikanischen Rebellen zusammenschließen, die eine Invasion der „Provincias Internas“ und Angriffe auf mexikanisch-royalistische Häfen planten.
Aury verließ Aux Cayes am 4. Juni und kaperte auf dem Weg nach Belize mehrere Schiffe. Als er mit den Schiffen in den Hafen der späteren Stadt Galveston einlaufen wollte, verlor er einen Großteil der  Beute und seine Schiffe wurden beschädigt. In der Nacht zum 7. September meuterte seine haitianische Mannschaft. Bei den Kämpfen wurde Aury verwundet und die Aufständischen flohen mit beträchtlicher Beute nach Haiti. Einige Tage später kam der mexikanische Gesandte der Rebellen, der spätere Außenminister José Manuel de Herrera (1776–1831), in den Ort, erklärte ihn zum Teil der Republik México, setzte Aury als Statthalter ein und hisste am 13. September 1816 die Rebellenflagge. Aurys Kaperschiffe machten im Golf von Mexiko weiterhin reichlich Beute und es entstand ein reger Schmuggelhandel. Seine Geschäftsfreunde aus New Orleans schickten Truppen zur Eroberung von Texas; deren Kommandeur Henry Perry weigerte sich aber, Aurys Befehlen zu gehorchen. Am 22. November 1816 traf der Revolutionär und Freibeuter Francisco Xavier Mina ein. Aury weigerte sich zunächst, mit diesem zusammenzuarbeiten. Als die Verbündeten aus New Orleans die Kontakte abbrachen und seine Dienste nicht mehr brauchten, schloss er sich aber Minas Feldzug gegen die Spanier an. Die Flotte verließ Galveston am 7. April 1817. Der Pirat Jean Laffite nutzte die Gelegenheit und besetzte den Hafen, den er nun als Basis für Kaperfahrten nutzte. Als Aury zurückkehrte, versuchte er vergeblich, sich in der Matagorda Bay niederzulassen. Am 31. Juli 1817 schloss er sich dem Rebellen Gregor MacGregor an, der das spanische Florida von Amelia Island aus angreifen wollte. Im Dezember 1817 vertrieb ihn die amerikanische Armee aus Florida.

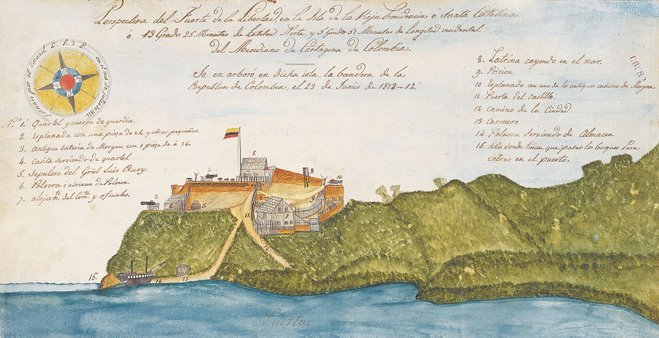
Festung Louis Michel Aury auf der Insel Providencia

Am 4. Juli 1818 gelang es Aury, die Insel Providencia in der Karibik vor der Küste von Kolumbien zu erobern, wo er mit der Beute seiner Kaperfahrten einen erfolgreichen Handel betrieb. Er machte sie zum ersten unabhängigen Staat in Zentralamerika. Aury erwarb Patente der Regierungen von Chile und Buenos Aires und errichtete hier seine neue Basis. Nach einem Überfall auf Izabal in Guatemala im Mai 1819 plante er mit José Cortés de Madariaga, dem Gesandten von Chile und Buenos Aires auf Jamaika, die Befreiung Mittelamerikas. Seine Kaperfahrten machten Old Providence zu einer wohlhabenden Insel. Aurys Bemühungen um eine Annäherung an Bolivar scheiterten, obwohl Aury Bolivar um die Eingliederung von Old Providence in den Bereich Großkolumbien gebeten hatte. Auch sein Feldzug im April 1820 zur Einnahme der spanischen Forts in Trujillo und Omoa in Honduras schlugen fehl. Er setzte seine Kaperfahrten fort, bis er im August 1821 an den Folgen eines Sturzes vom Pferd verstarb. Es wurde jedoch kolportiert, dass er noch 1845 in Havanna gelebt hatte.

## Flagge

Persönliche Flagge von Aury

Aurys Piratenflagge zeigte einen Säbel, einem Ölzweig und darüber einen Lorbeerkranz.